# Chilabothrus subflavus
Chilabothrus subflavus (boa de Jamaica) es una boa endémica de la isla de Jamaica. Pertenece al género Chilabothrus de la subfamilia Boinae. Localmente es conocida como nanka, que significa serpiente, proveniente del dialecto Asante. Ninguna subespecie se reconoce actualmente.

## Descripción
La boa jamaicana es de color verde dorado alrededor de la cabeza y a lo largo de la sección anterior del cuerpo, con barras transversales negras en zigzag, que se vuelven negras hacia el extremo posterior de su cuerpo. El cuerpo de la serpiente es bastante largo, hasta 2 metros (6 pies 7 pulgadas) de longitud total.

## Información de evaluación
Esta especie está clasificada como vulnerable (VU) en la Lista Roja de Especies Amenazadas de la UICN con los siguientes criterios: A2ce (v2.3, 1994). Una especie aparece como tal cuando la mejor evidencia disponible indica que se espera una disminución de la población del 20% dentro de los próximos diez años o tres generaciones, la que sea mayor, debido a una disminución en la calidad y el área de ocupación. Por lo tanto, se considera que enfrenta un alto riesgo de extinción en la naturaleza. 
No se puede especificar la tendencia de la población actual. Está incluido en la legislación internacional y está sujeto a control internacional de gestión / comercio. Su hábitat natural está siendo destruido, lo que los está obligando a entrar en áreas habitadas, donde son capturados y asesinados.
Medidas tomadas para proporcionarles protección a estos animales:
- Catalogada como especie protegida bajo la Ley de protección de la vida salvaje (1945).
- Listado en el Apéndice I de CITES.
- La caza en las reservas forestales también está prohibida por la Ley Forestal (1996).

Evaluaciones publicadas previamente por UICN:
- 1994 - Vulnerable (V)
- 1990 - Vulnerable (V)
- 1988 - Vulnerable (V)
- 1986 - Vulnerable (V)